# Eglė (legenda)

Pomnik Eglė i węża w Połądze

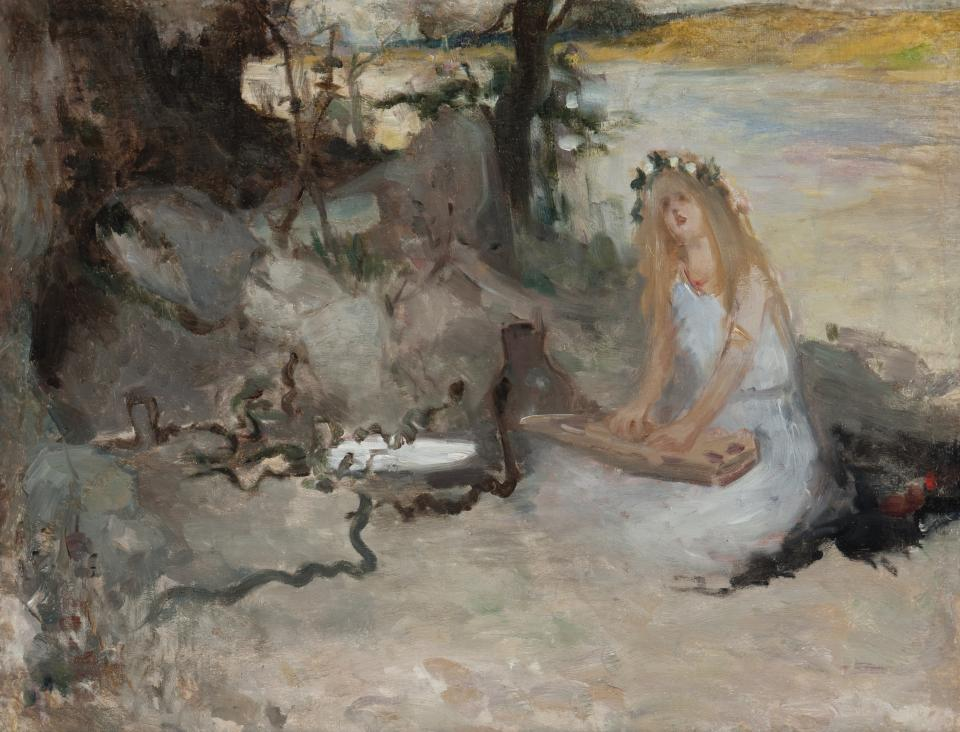
Kazimierz Stabrowski, Eglė, królowa węży, 1900

Eglė, królowa węży – postać z legendy litewskiej. Legenda ta ma prawdopodobnie źródła w przedchrześcijańskiej mitologii ludów bałtyckich. Jest znana także w północno-wschodniej Polsce (Suwalszczyzna), a jej wielowarstwowe mitologiczne tło budziło zainteresowanie litewskich i zagranicznych badaczy mitologii indoeuropejskiej.
Eglė w niektórych regionach występuje też jako Egle, Egla lub Jegla.

## Treść legendy
Legenda występuje w kilku wersjach różniących się szczegółami, ale fabuła i zakończenie w zasadzie jest podobna we wszystkich. Według najbardziej znanej wersji legendy:
Eglė była córką księcia litewskiego, którego zamek wznosił się nad jeziorem Szurpiły. Pewnego dnia, kiedy kąpała się w tym jeziorze, z wody wynurzył się wielki czarny wąż. Przemówił do niej ludzkim głosem i zażądał by została jego żoną. Eglė przeraziła się i zaczęła w panice płynąć ku brzegowi, jednak wąż dogonił ją, oplótł się wokół niej i ponowił żądanie. Dziewczyna bojąc się, że ją utopi, zgodziła się go poślubić. Ślub odbył się na zamku ojca Eglė. Wąż podczas uroczystości przybrał ludzką postać i okazał się bardzo przystojnym mężczyzną. Okazało się, że nazywał się Žaltys i był bogiem tutejszych wód i jezior. 
Eglė, choć ślub wzięła pod przymusem, szybko pokochała swojego męża-boga, który obdarował ją nieśmiertelnością. Przez piętnaście lat mieszkała w jego pałacu na dnie jeziora. W tym czasie urodziły się ich dzieci – dwóch synów i córeczka. Eglė była szczęśliwa, ale tęskniła za rodziną na lądzie. Poprosiła więc męża o pozwolenie odwiedzenia krewnych. Żaltis zgodził się na to. Poinstruował ją tylko, żeby stanęła nad brzegiem jeziora, kiedy będzie chciała już wracać, i zawołała: "mężu mój! żona cię woła; jeśliś żywy, wypłyń w pianie mlecznej; jeśliś zmarł, pokaż się krwią na wodzie." Wtedy on do niej wypłynie. 
Eglė wyuczywszy się tego wołania, wraz z dziećmi udała się do domu rodzicielskiego. Okazało się, że jej ojciec już nie żyje, ale bracia przyjęli ją z radością. Po jakimś czasie, Eglė zatęskniła jednak za mężem i postanowiła do niego powrócić. Bracia nie chcieli się na to zgodzić, postanowili zatrzymać ją na zawsze u siebie, a jej męża zgładzić. Zmusili jej córkę, by wyjawiła sposób, jakim Żaltis może być wywołany z jeziora. Gdy na ich wołanie wąż ukazał się na powierzchni jeziora, rozsiekli go kosami na kawałki. 
Kiedy Eglė postanowiła wraz z dziećmi wreszcie wrócić do męża, stanęła nad brzegiem jeziora i wypowiedziała wyuczone zaklęcie. Wtedy woda zabarwiła się na czerwono i kobieta usłyszała wymówione znanym głosem imiona zabójców. Eglė zrozumiała, że bracia zamordowali jej męża. Nie mając gdzie się podziać, a nie chcąc wracać do domu morderców, modliła się do bogów o pomoc. Bogowie, litując się nad nią, przemienili ją w świerk (po litewsku eglė), starszego jej syna w dąb, młodszego w jesion, córkę zaś w osikę.

## Nawiązania w kulturze
- Opowieść o Eglė została opublikowana przez M. Jasewicza w 1837 roku.
- Józef Ignacy Kraszewski wplótł swoją wersję legendy w epos Anafielas z 1846 roku.
- Salomėja Nėris napisała wiersz Eglė žalčių karalienė (1940).
- Balsys Eduardas stworzył balet Eglė žalčių karalienė na motywach legendy.
- W powieści Rozmowy polskie latem 1983 Jarosława Marka Rymkiewicza, postać Eglė jest kilkakrotnie wspomniana.  W powieści przytoczona jest też legenda o Eglė.
- O  Eglė wspomniano w serialu telewizyjnym Korona królów (legendę przytaczała bohaterka, która również nazwa się Egle).